# Периньон, Пьер
Пьер Периньон (фр. Pierre Pérignon; 1 декабря 1638, Сент-Мену, Шампань, Королевство Франция — 14 сентября 1715, Овиллер, Шампань, Королевство Франция), называемый обычно дом Периньон (франц. Dom Pérignon, от лат. dominus — «господин», обращение к духовному лицу во Франции) — французский монах-бенедиктинец, внесший значительный вклад в развитие производства шампанского. Известная марка шампанского «Дом Периньон» названа в его честь.

## Биография
В 19-летнем возрасте вступил в орден бенедиктинцев, с 1668 года трудился в старинном аббатстве Овиллер близ Эперне, располагавшем обширными владениями, значительную часть которых занимали виноградники. Исполняя обязанности келаря, Периньон уделял производству вина особое внимание, в конечном счёте за время своей работы удвоив его объём. В знак признания его заслуг Периньон был похоронен в той части аббатства, которая традиционно предназначалась для упокоения настоятелей.
Периньон был одним из первых пропагандистов игристого вина, отнюдь не преобладавшего в его эпоху, и внёс ряд усовершенствований в технологию его производства. Он, однако, не был изобретателем шампанского, преувеличение роли Периньона восходит к изданной в 1821 году книге дома Груссара об истории аббатства Овиллер, содержащей множество преувеличений. Периньон открыл секреты купажирования, соединения соков разных сортов винограда, и стал разливать вина в бутылки, что позволяло удерживать углекислый газ, доселе взрывавший бочки, кроме того, именно Периньон догадался делать затычки из коры пробкового дуба.